# Autoroute A680 (France)
Pour les articles homonymes, voir A680.
Le texte peut changer fréquemment, n’est peut-être pas à jour et peut manquer de recul. 
Le titre et la description de l'acte concerné reposent sur la qualification juridique retenue lors de la rédaction de l'article et peuvent évoluer en même temps que celle-ci.
L'autoroute A680 était une autoroute de liaison entre l'A68 (Castelmaurou) et la D112 (Verfeil) sur une longueur de 8 km.  
En 2025, un arrêté ministériel a acté son reclassement sous l’appellation A69, entraînant la disparition officielle du numéro A680.
Mise en service en 1996, elle était à double sens sans séparateur central, avec une voie par sens. Le concessionnaire est Vinci Autoroutes, anciennement ASF.

## Historique
Dès la fin des années 1990, les avantages d’une extension vers l’A69 sont promus auprès du public.

## Projet d’élargissement à2 × 2 voies
Le passage à 2 × 2 voies était prévu dès la construction de l’A680. En septembre 2011, le SETRA estimait qu’une configuration à 2 × 1 voie convenait pour un trafic modéré, avec un TMJA (Trafic Moyen Journalier Annuel) d’environ 10 000 véhicules par jour, restant inférieur à 15 000. Les projections indiquent un TMJA de 9 000 véhicules en 2024, atteignant 11 695 vers 2045. Une autre estimation prévoit un TMJA de 9 945 à la mise en service des 2 × 2 voies, puis 11 695 à l’horizon 2045.
L’élargissement vise à connecter l’A680 à l’A69, prolongeant l’autoroute jusqu’à Castres (Tarn). L’ensemble prendrait alors le nom d’A69. Le projet, estimé à 80 millions d’euros, ne devrait pas entraîner de surcoût pour les usagers. Il inclut l’agrandissement des ouvrages de transparence, la création de six ponts routiers, 30 ponts ou buses hydrauliques, un passage pour grande faune, et 13 bassins de rétention.
Cet élargissement est critiqué, notamment car l’augmentation de la vitesse de 90 à 130 km/h ne réduirait le temps de trajet que de deux minutes. La route passe à proximité de la rivière Girou.
Le 22 décembre 2017, l’élargissement à 2 × 2 voies et la construction d’un échangeur à Verfeil sont déclarés d’utilité publique. La mise en service est prévue pour juin 2025.

## Reprise des travaux en 2025
En février 2025, le tribunal administratif de Toulouse avait suspendu les travaux de l’A680 et de l’A69, estimant que les bénéfices limités du projet ne justifiaient pas une dérogation à la conservation des habitats naturels. Cependant, le 28 mai 2025, la justice a autorisé la reprise des travaux à la demande de l’État, permettant la poursuite de l’élargissement de l’A680 et de la construction de l’A69. Par ailleurs, une proposition de loi adoptée par le Sénat en mai 2025 a soutenu la relance du chantier controversé.

## Bretelle de Verfeil
- Échangeur entre A68 et A680
- 3 km 8 : Gragnague
- 4 km 17 : Castres, Mazamet, Puylaurens, Verfeil

## Autoroute A69: Verfeil - Castres
Le projet vise à relier l’A68 (sortie 2) à la rocade de Castres par une autoroute à 2 × 2 voies entre Castres (Tarn) et Verfeil, sur environ 54 km. Cette liaison prendra le nom d’A69 et a été déclarée d’utilité publique en juillet 2018.

## Cadre légal
Selon la CJUE, une évaluation des incidences environnementales est requise pour les « autoroutes » et « voies rapides », ainsi que pour la « construction d’une nouvelle route à quatre voies ou plus, ou l’élargissement d’une route existante à deux voies ou moins pour en faire une route à quatre voies ou plus, lorsque la section concernée a une longueur ininterrompue d’au moins 10 kilomètres ».

## Mise en sécurité
En mai 2025, des mesures de mise en sécurité sont mises en œuvre, incluant l’installation de grillages et la gestion des inondations.